# Дрексел (Огайо)
Дрексел (англ. Drexel) — переписна місцевість (CDP) в США, в окрузі Монтгомері штату Огайо. Населення — 1693 особи (2020).

## Географія
Дрексел розташований за координатами 39°44′17″ пн. ш. 84°17′35″ зх. д. / 39.73806° пн. ш. 84.29306° зх. д. (39.738162, -84.293034).  За даними Бюро перепису населення США в 2010 році переписна місцевість мала площу 5,66 км², уся площа — суходіл.

## Демографія
Згідно з переписом 2010 року, у переписній місцевості мешкало 2076 осіб у 766 домогосподарствах у складі 510 родин. Густота населення становила 367 осіб/км².  Було 922 помешкання (163/км²).
Расовий склад населення:
| - 50,5 % — білих - 45,3 % — чорних або афроамериканців - 0,4 % — корінних американців |

До двох чи більше рас належало 3,3 %. Частка іспаномовних становила 3,5 % від усіх жителів.
За віковим діапазоном населення розподілялося таким чином: 33,8 % — особи молодші 18 років, 55,9 % — особи у віці 18—64 років, 10,3 % — особи у віці 65 років та старші. Медіана віку мешканця становила 30,7 року. На 100 осіб жіночої статі у переписній місцевості припадало 89,8 чоловіків;  на 100 жінок у віці від 18 років та старших — 80,7 чоловіків також старших 18 років.
Середній дохід на одне домашнє господарство  становив 34 690 доларів США (медіана — 29 479), а середній дохід на одну сім'ю — 38 252 долари (медіана — 34 519). Медіана доходів становила 40 417 доларів для чоловіків та 28 730 доларів для жінок. За межею бідності перебувало 26,5 % осіб, у тому числі 19,1 % дітей у віці до 18 років та 26,4 % осіб у віці 65 років та старших.
Цивільне працевлаштоване населення становило 557 осіб. Основні галузі зайнятості: освіта, охорона здоров'я та соціальна допомога — 37,0 %, виробництво — 26,6 %, будівництво — 6,1 %, публічна адміністрація — 5,9 %.